# Polycoccum crassum
Polycoccum crassum is een korstmosparasiet uit de familie Polycoccaceae. De soort parasiteert op korstmossen uit het geslacht Peltigera. 

## Kenmerken
De ascosporen zijn tot 36 µm lang en hebben een dikke, labyrintische sporenornamentatie.

## Verspreiding
Polycoccum crassum komt voor in Europa . In Nederland komt het zeer zeldzaam voor.

## Gastheren
Hij komt voor op:
- Peltigera lepidophora (holotype)
- Peltigera rufescens
- Peltigera praetextata [4]